# Покровка (Уфимский район)
Покро́вка (баш. Покровка) — деревня в Уфимском районе Башкортостана, входит в состав Черкасского сельсовета.
Среди уроженцев — Герой Советского Союза Кулаков, Пётр Афанасьевич.

## География
Географическое положение
Расстояние до:
- районного центра (Уфа): 43 км,
- центра сельсовета (Черкассы): 8 км,
- ближайшей ж/д станции (Черниковка): 28 км.

## Население
| 2002 | 2009 | 2010 |
| ---- | ---- | ---- |
| 49   | ↘41  | ↗65  |

Национальный состав
Согласно переписи 2002 года, преобладающая национальность — русские (61 %).

## Известные уроженцы
- Кулаков, Пётр Афанасьевич (16 июня 1923 — 24 января 1994) — командир орудия 598-го артиллерийского полка 174-й стрелковой дивизии 31-й армии 3-го Белорусского фронта, сержант, Герой Советского Союза (1945)[5][6].